# 三老王
煜（？—前290年），是古朝鲜之箕子朝鲜的君主，子姓。东史年表认为在位於前315年至前290年，諡號三老王（韓語：삼로왕），後王位由兒子釋繼承。